# Saint-Agnin-sur-Bion
Pour les articles homonymes, voir Bion.
Saint-Agnin-sur-Bion est une commune française située dans le département de l'Isère en région Auvergne-Rhône-Alpes.
Située dans la petite région du Nord-Isère, la commune est d'abord adhérente à la Communauté de communes de la région Saint-Jeannaise avant de rejoindre la communauté de communes Bièvre Isère en 2016.
Ses habitants se nomment les Saint-Agneaux.

## Géographie

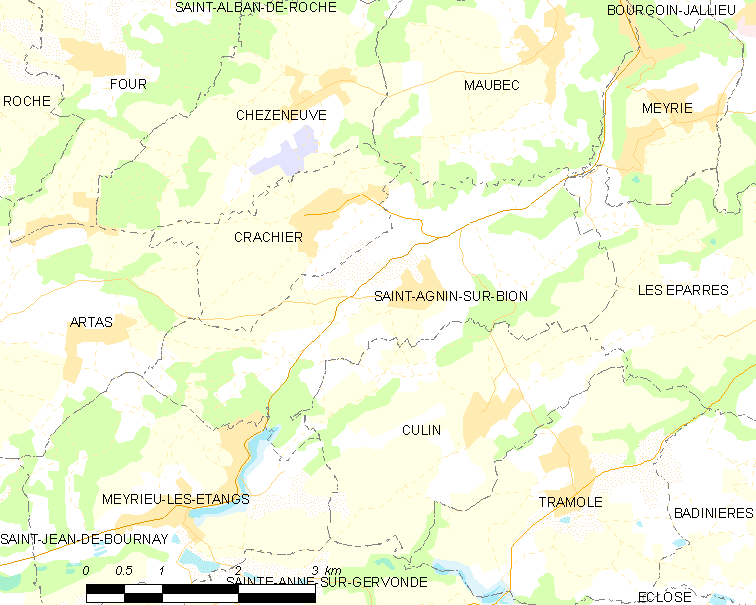
Plan de Saint-Agnin-sur-Bion et des communes voisines.

### Situation et description
Le territoire de Saint-Agnin-sur-Bion se situe dans la partie septentrionale du département de l'Isère à quelques minutes, en voiture ou par les transports en commun, du centre-ville de Bourgoin-Jallieu, principale ville de ce secteur.
Le centre-ville (bourg de Saint-Agnin) se situe (par la route) à 49 km du centre de Lyon, préfecture de la région Auvergne-Rhône-Alpes et à 74 km de Grenoble, préfecture du département de l'Isère, ainsi qu'à 318 km de Marseille et 519 km de Paris.

### Géologie
Le plateau sur lequel est situé le bourg, se confond en grande partie avec la micro-région des Terres froides. secteur essentiellement composée de collines de basse ou moyenne altitude et des longues vallées et plaines. L'ouest de ce secteur correspond à la plaine lyonnaise.

### Hydrographie
Le Bion, d'une longueur de 12 kilomètres, est un petit affluent de la Bourbre et un sous affluent du Rhône. Ce cours d'eau borde la partie orientale de la commune, séparant ainsi Maubec de la commune voisine de Meyrié.
Plusieurs petits ruisseaux, la plupart émissaires de petites étangs locaux, s'écoulent sur le territoire de la commune avant de rejoindre le Bion.

### Climat
Pour des articles plus généraux, voir Climat d'Auvergne-Rhône-Alpes et Climat de l'Isère.
En 2010, le climat de la commune est de type climat océanique altéré, selon une étude du Centre national de la recherche scientifique s'appuyant sur une série de données couvrant la période 1971-2000. En 2020, Météo-France publie une typologie des climats de la France métropolitaine dans laquelle la commune est exposée à un climat de montagne ou de marges de montagne et est dans une zone de transition entre les régions climatiques « Moyenne vallée du Rhône » et « Alpes du nord ». 
Pour la période 1971-2000, la température annuelle moyenne est de 10,9 °C, avec une amplitude thermique annuelle de 17,5 °C. Le cumul annuel moyen de précipitations est de 1 073 mm, avec 10,3 jours de précipitations en janvier et 6,9 jours en juillet. Pour la période 1991-2020, la température moyenne annuelle observée sur la station météorologique de Météo-France la plus proche, « Bourgoin », sur la commune de Bourgoin-Jallieu à 6 km à vol d'oiseau, est de 12,4 °C et le cumul annuel moyen de précipitations est de 844,0 mm,. Pour l'avenir, les paramètres climatiques de la commune estimés pour 2050 selon différents scénarios d'émission de gaz à effet de serre sont consultables sur un site dédié publié par Météo-France en novembre 2022.

### Voies de communication
Le bourg central de la commune et ses principaux hameaux sont situés à l'écart des grandes voies de circulation. Le territoire communal n'est longé que par une seule route à grande circulation, autrefois route nationale, déclassée en route départementale et par quelques petites routes d'importance secondaire.
- La RD 522 correspond au tracé de l'ancienne route nationale 522 (RN 522) reliant Saint-Jean-de-Bournay à Bourgoin-Jallieu. Celle-ci a été déclassée en route départementale en 1972.
- La RD 23 relie la commune de Saint-Agnin-sur-Bion à la commune de Maubec, après avoir traversé le territoire des communes de Crachier et de Chèzeneuve avec jonction à la RD 522 à chaque extrémité.
- La RD 53 relie la commune de Saint-Agnin-sur-Bion à la commune de Valencin (limite avec le département du Rhône), après avoir traversé les communes de Charantonnay et de Saint-Georges-d'Espéranche.

La bretelle d'autoroute la plus proche (A43 relie la commune à Lyon et à Chambéry) est située à moins de dix kilomètres du bourg :
 8 à 37 km : Bourgoin-Jallieu-centre, Nivolas-Vermelle, Ruy-Montceau.

### Transports
La ligne 2090 (Lignes de proximité) du réseau interurbain de l'Isère (connu sous l'appellation Transisère) permet de relier Bourgoin-Jallieu à Saint-Jean-de-Bournay après avoir traversé Saint-Agnin-sur-Bion avec cinq arrèts (le moule café, la Misère, école, le Chatenay, le Rafour).

## Urbanisme

### Typologie
Au 1er janvier 2024, Saint-Agnin-sur-Bion est catégorisée commune rurale à habitat dispersé, selon la nouvelle grille communale de densité à sept niveaux définie par l'Insee en 2022.
Elle est située hors unité urbaine. Par ailleurs la commune fait partie de l'aire d'attraction de Lyon, dont elle est une commune de la couronne,. Cette aire, qui regroupe 397 communes, est catégorisée dans les aires de 700 000 habitants ou plus (hors Paris),.

### Occupation des sols
L'occupation des sols de la commune, telle qu'elle ressort de la base de données européenne d’occupation biophysique des sols Corine Land Cover (CLC), est marquée par l'importance des territoires agricoles (73,8 % en 2018), une proportion sensiblement équivalente à celle de 1990 (73,1 %). La répartition détaillée en 2018 est la suivante : 
prairies (26,9 %), zones agricoles hétérogènes (24,2 %), terres arables (22,7 %), forêts (22,4 %), zones urbanisées (3,7 %), eaux continentales (0,1 %). L'évolution de l’occupation des sols de la commune et de ses infrastructures peut être observée sur les différentes représentations cartographiques du territoire : la carte de Cassini (XVIIIe siècle), la carte d'état-major (1820-1866) et les cartes ou photos aériennes de l'IGN pour la période actuelle (1950 à aujourd'hui).

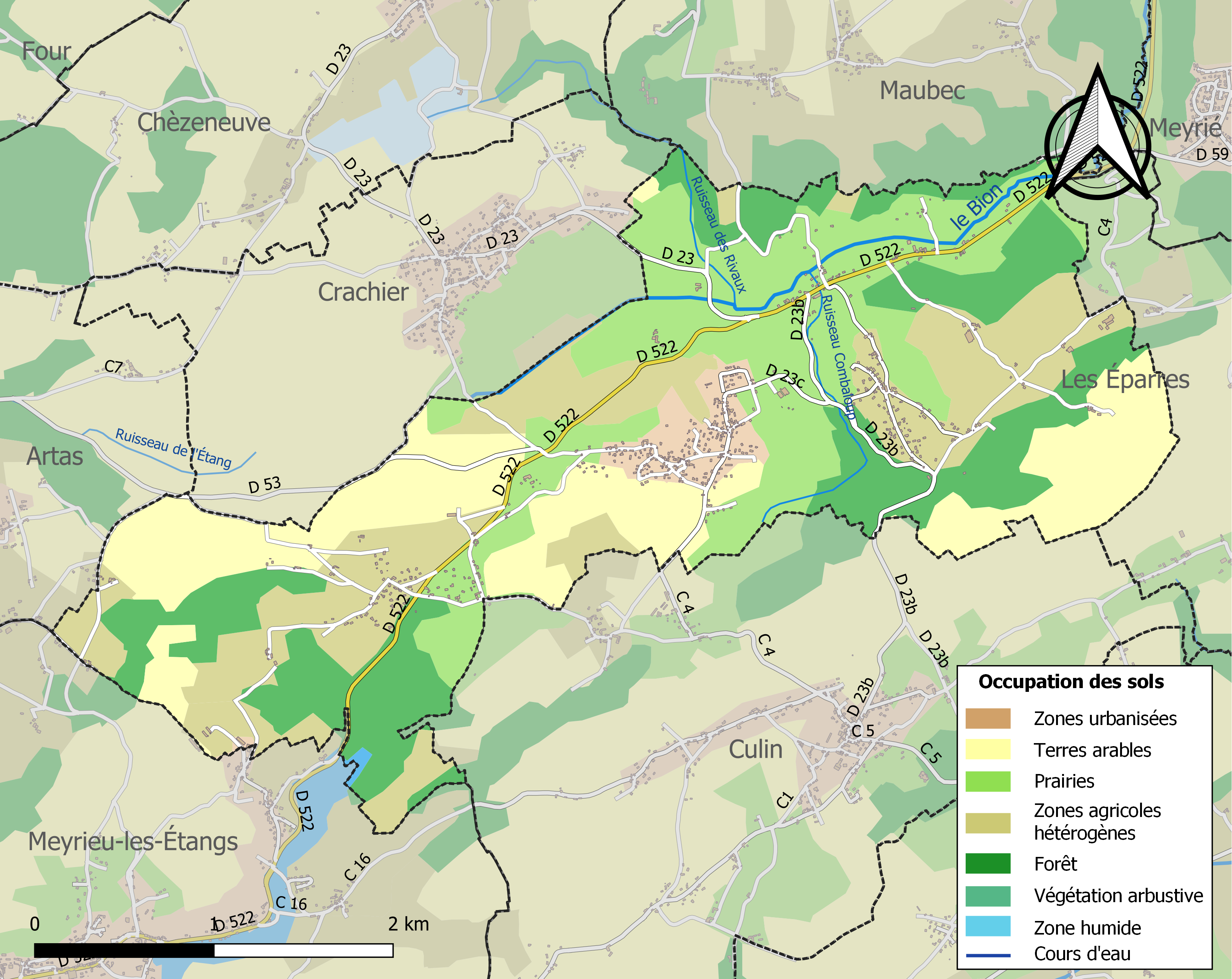
Carte des infrastructures et de l'occupation des sols de la commune en 2018 (CLC).

### Morphologie urbaine
L’urbanisation s’est tout d'abord développée autour du village et des hameaux disséminés sur la commune.  Lors des années 1970 et 1980, l'urbanisation est venue amplifier le phénomène de dispersions des constructions avec notamment l’implantation de nouvelles habitations de part et d’autre de la route de Bourgoin à Saint-Jean-de-Bournay.

### Hameaux, lieux-dits et écarts
Voici, ci-dessous, la liste la plus complète possible des divers hameaux, quartiers et lieux-dits résidentiels urbains comme ruraux qui composent le territoire de la commune de Saint-Agnin-sur-Bion, présentés selon les références toponymiques fournies par le site géoportail de l'Institut géographique national. 
| - Buffevent - le Moule - les Vers (bois) - les Pins - Guichère - les Pelletières - l'Orme | - les Seyères - les Crozes - la Tour - les Prairies - Bachelet Tily - le Chatenay - les Vernes (bois) | - Chapounoux - Mussicon (bois) - les Rives - les Cassières - Bois Girard Pendu - le Raffour - Bois Champion | - le Boutat - les Bourrelières - Maison Petit - Maison Veyet - Maison Lardière - les Bruyères - Bois Pouloud |

### Risques naturels et technologiques

#### Risques sismiques
L'ensemble du territoire de la commune de Saint-Agnin-sur-Bion est situé en zone de sismicité n°3 (sur une échelle de 1 à 5), comme la plupart des communes de son secteur géographique.
| Type de zone | Niveau            | Définitions (bâtiment à risque normal) |
| ------------ | ----------------- | -------------------------------------- |
| Zone 3       | Sismicité modérée | accélération = 1,1 m/s2                |

## Histoire
Le texte, ci-dessous, reprend essentiellement la page relative à l'histoire de la commune sur le site de officiel de Saint-Agnin-sur-Bion.

### Préhistoire et Antiquité
A l’époque romaine, Saint-Agnin était appelé Fort-de-Vaulx, du fait des fortifications construites par les Romains pour défendre le vallon du Bion emprunté par la voie de communication de Vienne à la Tour du Pin.
Au début du IVe siècle de notre ère, Saint-Agnin, devint la paroisse de Saint-Laurent-de-Fort-de-Vaulx, lorsque les empereurs romains accordèrent la paix et la liberté à la religion chrétienne. L’usage courant étant d’adjoindre à l’ancien nom celui de leur saint patron : Saint Laurent.

### Moyen Âge
Au Ve siècle « Saint-Laurent-de-Fort-de-Vaulx » fut transformé, en « Saint-Agnien » ou « Saint-Agnin » (déformation de « Sanctus Anianus » par le langage populaire) pour vénérer l’évêque d’Orléans Saint-Agnan ou Aignan connu pour avoir sauvé sa ville épiscopale de l’invasion des Huns. D’après la tradition, Saint-Agnin serait natif du village, affirmation non confirmée par les hagiographes.
Au VIIIe siècle, le site gallo-romain de Pian, situé sur la commune de Saint-Agnin entre les routes d’Artas et de Crachier fut détruit par les Sarrazins. Les fondations d’une imposante villa romaine qui fut sans doute un relais sur la voie de communication de Vienne à Bourgoin.
Durant l'époque médiévale, un pèlerinage et une grande foire avaient lieu le jour de la St-Laurent. Les étrangers venaient de loin y vénérer les reliques de Saint-Aignan.

### Temps Modernes
Au XVIe siècle, Bayard, le célèbre « Chevalier sans Peur et sans Reproche », vint à plusieurs reprises à la Tour, maison forte de la famille des « de Polloud », seigneurs de Saint-Agnin pendant quatre siècles.
En 1784, les femmes de Saint-Agnin se sont rebellées. Depuis 1769, les paysans étaient grevés d’impôts, accablés de servitudes. Les villageois menacés de saisies, décidèrent d’accueillir à coups de pierres tout huissier qui se présenterait. Le 10 septembre 1784, une soixantaine de femmes armées de gourdins et de tridents, les poches remplies de cailloux, mirent en fuite l’huissier et ses compagnons.

### Époque contemporaine
Pendant la brève période de la Révolution, le mot « saint » étant proscrit, on appela le village « Coupe-Jarrets ». Saint-Agnin, qui au Moyen Âge dépendait de la baronnie de Maubec, fut rattaché au canton de Saint-Jean-de-Bournay en 1800.
En 1950, le vocable Saint-Agnin est devenu Saint-Agnin-sur-Bion par décret du 30 mars.
La cure, construite dans les années 1820-1821, est devenue mairie en 1990. Grâce à la générosité des habitants et à leur participation au chantier, l’église de style roman a été édifiée en 1839 avec les pierres de l’ancienne église située à la place des remparts de Fort-de-Vaulx. En 1878, le groupe scolaire actuel a été construit sous la surveillance du Maire, M. Joseph Ginon. Il abritait la mairie jusqu’en 1990.
Après avoir abrité les Sœurs du Rosaire de 1899 à 1968, le couvent est devenu Notre-Dame des Sans Abris, puis la Résidence des Hauts de Saint-Laurent en 1990.
En 1942, la Résistance a débuté à Saint-Agnin à l’initiative de Louis Colomb, dit “Raisin”. Une des missions les plus délicates pour les hommes du “plateau” était de récupérer la nuit, les containers parachutés par l’aviation anglaise, sur le plateau de Verrière. Les armes, les munitions et autres objets étaient stockés dans la grange du Liaudet de Hyacinthe Fouilleux. Le groupe “Raisin” rattaché au “Secteur 7” participa à la libération de Bourgoin, de Jallieu et de toute la région, le 23 août 1944.
En 1957, l’eau courante est installée sur la commune. Le 30 juillet 1983, le foyer communal est inauguré par le ministre Christian Nucci.
En novembre 2006, un nouveau bâtiment accueille la cantine scolaire et la classe maternelle. Le 8 mai 2010, la Salle Sportive et Socio-Educative est inaugurée.

## Politique et administration

### Administration municipale
En 2019, le conseil municipal de Saint-Agnin-sur-Bion est composé de quinze membres (onze hommes et quatre femmes) dont un maire, quatre adjoints au maire et dix conseillers municipaux.

### Liste des élus
| Période                                  | Période  | Identité         | Étiquette | Qualité                                                                                     |
| ---------------------------------------- | -------- | ---------------- | --------- | ------------------------------------------------------------------------------------------- |
| mars 2001                                | 2014     | Andrée Rabilloud | UDI (PR)  | Conseillère régionale de Rhône-Alpes Présidente de l'Association iséroise des maires ruraux |
| 2014                                     | 2020     | Louis Roy        | SE        | Agriculteur                                                                                 |
| 2020                                     | En cours | Andrée Rabilloud |           |                                                                                             |
| Les données manquantes sont à compléter. |          |                  |           |                                                                                             |

## Population et société

### Démographie
L'évolution du nombre d'habitants est connue à travers les recensements de la population effectués dans la commune depuis 1800. Pour les communes de moins de 10 000 habitants, une enquête de recensement portant sur toute la population est réalisée tous les cinq ans, les populations de référence des années intermédiaires étant quant à elles estimées par interpolation ou extrapolation. Pour la commune, le premier recensement exhaustif entrant dans le cadre du nouveau dispositif a été réalisé en 2007.

En 2022, la commune comptait 1 161 habitants, en évolution de +14,05 % par rapport à 2016 (Isère : +3,07 %, France hors Mayotte : +2,11 %).
| 1800 | 1806 | 1821 | 1831 | 1836 | 1841 | 1846 | 1851 | 1856 |
| ---- | ---- | ---- | ---- | ---- | ---- | ---- | ---- | ---- |
| 400  | 411  | 563  | 616  | 645  | 617  | 637  | 440  | 552  |

| 1861 | 1866 | 1872 | 1876 | 1881 | 1886 | 1891 | 1896 | 1901 |
| ---- | ---- | ---- | ---- | ---- | ---- | ---- | ---- | ---- |
| 536  | 502  | 528  | 522  | 490  | 507  | 505  | 514  | 472  |

| 1906 | 1911 | 1921 | 1926 | 1931 | 1936 | 1946 | 1954 | 1962 |
| ---- | ---- | ---- | ---- | ---- | ---- | ---- | ---- | ---- |
| 471  | 452  | 444  | 432  | 370  | 370  | 363  | 428  | 375  |

| 1968 | 1975 | 1982 | 1990 | 1999 | 2006 | 2007 | 2012 | 2017  |
| ---- | ---- | ---- | ---- | ---- | ---- | ---- | ---- | ----- |
| 347  | 390  | 602  | 646  | 674  | 762  | 775  | 914  | 1 043 |

| 2022  | - | - | - | - | - | - | - | - |
| ----- | - | - | - | - | - | - | - | - |
| 1 161 | - | - | - | - | - | - | - | - |

### Enseignement
La commune est rattachée à l'académie de Grenoble (Zone A).

### Médias
Historiquement, le quotidien à grand tirage Le Dauphiné libéré consacre, chaque jour, y compris le dimanche, dans son édition du Nord-Isère, un ou plusieurs articles à l'actualité de la communauté de communes et quelquefois du canton, ainsi que des informations sur les éventuelles manifestations locales, les travaux routiers, et autres événements divers à caractère local.

### Cultes
La communauté catholique et l'église de Saint-Agnin-sur-Bion (propriété de la commune) dépendent de la paroisse Saint Hugues de Bonnevaux (relais Saint-Jean) qui est, elle-même, rattachée au diocèse de Grenoble-Vienne.

## Culture et patrimoine

### Lieux et monuments
- Le monument aux morts, avec la statue d'un Poilu - Sentinelle (d'Étienne Camus)[26].
- L'église Saint-Laurent de Saint-Agnin-sur-Bion.

### Personnalités liées à la commune
- La famille de Polloud, seigneurs de Saint-Agnin depuis 1270, a donné au Dauphiné de nombreux personnages de premier plan dont
- Scipion de Polloud de Foissy, seigneur de Saint-Agnin, grand prévôt général du Dauphiné, commanditaire du monument du tombeau du chevalier Bayard.

### Héraldique
|  | Saint-Agnin-sur-Bion possède des armoiries dont l'origine et le blasonnement exact ne sont pas disponibles. |